# Samuel Cogolati
Samuel Cogolati (ur. 12 marca 1989 w Huy) – belgijski (francuskojęzyczny) polityk i prawnik, deputowany krajowy, od 2024 współprzewodniczący Ecolo (razem z Marie Lecocq).

## Życiorys
W 2008 ukończył szkołę średnią w Huy, a w 2013 studia prawnicze na Katholieke Universiteit Leuven ze specjalizacją w prawie europejskim i międzynarodowym. Kształcił się także w zakresie prawa międzynarodowego w King’s College London, a w 2014 uzyskał tytuł Master of Laws na Uniwersytecie Harvarda. Od 2014 do 2019 zatrudniony na macierzystej uczelni jako badacz w centrum studiów nad globalnym zarządzaniem, w 2021 obronił tam doktorat.
W wieku 14 lat zaangażował się w działalność polityczną w ramach Ecolo. W 2015 i 2018 wybierany do rady miejskiej Huy, a w 2019 do Izby Reprezentantów. W 2021 razem z 21 innymi parlamentarzystami objęty sankcjami Chińskiej Republiki Ludowej w związku z wystąpieniami przeciwko prześladowaniom Ujgurów. W 2024 nie uzyskał reelekcji do parlamentu. W lipcu tegoż roku po rezygnacji poprzednich władz został wybrany współprzewodniczącym Ecolo razem z Marie Lecocq.